# María Teresa Ferrari
María Teresa Ferrari (11. října 1887 Buenos Aires – 30. října 1956 Buenos Aires) byla argentinská pedagožka, lékařka a aktivistka za práva žen. Stala se první ženou, který působila jako univerzitní profesorka v Latinské Americe a jednou z prvních žen, kterým bylo umožněno vyučovat medicínu. Stala se průkopnicí ve výzkumu ženského zdraví, studovala použití radioterapie oproti operaci při léčbě rakoviny dělohy a vynalezla vaginoskopii. V roce 1925 založila první porodnici a gynekologické oddělení v nemocnici v Buenos Aires. Tato porodnice poskytovala vůbec první novorozenecké inkubátory v zemi.